# Nathaniel Moore
Pour les articles homonymes, voir Moore.
Nathaniel "Nathan" Moore (Chicago, Illinois, 31 janvier 1884 - Chicago, Illinois, 9 janvier 1910) est un golfeur américain. En 1904, il remporta une médaille d'or en golf aux Jeux olympiques de St. Louis, dans la catégorie par équipe. 